# Schetba rufa
Il vanga rossiccio (Schetba rufa (Linnaeus, 1766) è un uccello della famiglia Vangidae, endemico del Madagascar. È l'unica specie nota del genere Schetba.

## Descrizione
È un passeriforme di media taglia, che raggiunge i 20 cm di lunghezza e i 30–44 g di peso, dotato di un becco robusto. Il piumaggio delle parti superiori e della coda è bruno-rossastro, quello delle parti inferiori biancastro. Presenta una corona nera con riflessi bluastri, che nel maschio si estende alla nuca, alla gola e alla parte superiore del torace; nei giovani maschi immaturi la gola è biancastra con macchie nerastre.

## Biologia

### Alimentazione
Si nutre prevalentemente di invertebrati, tra cui vermi, coleotteri, blatte e altri insetti, ma anche di piccoli vertebrati (rettili, rane e piccoli roditori).

### Riproduzione
La specie vive in gruppi di due-quattro esemplari che esibiscono uno stile di riproduzione cooperativa: il gruppo è tipicamente composto da una femmina adulta, un maschio adulto e uno o due maschi sessualmente immaturi; tutti i membri del gruppo cooperano nella difesa del territorio; gli immaturi non prendono parte all'accoppiamento ma si limitano a contribuire all'allevamento della prole e alla difesa del nido.

## Distribuzione e habitat
È ampiamente diffuso in quasi tutto il Madagascar, con l'eccezione delle regioni aride meridionali.
Lo si può osservare sia nella foresta pluviale che nella foresta decidua secca.

## Tassonomia
Sono note due sottospecie:
- Schetba rufa rufa (Linnaeus, 1766) - diffusa nella parte settentrionale e orientale dell'isola
- Schetba rufa occidentalis Delacour, 1931 - diffusa sul versante occidentale